# 东兴镇 (荣县)
东兴镇，是中华人民共和国四川省自贡市荣县下辖的一个乡镇级行政单位。2019年9月撤销墨林乡，将其所属行政区域划归东兴镇管辖，东兴镇人民政府驻东顺街95号附1号。

## 行政区划
东兴镇下辖以下地区：
东兴场社区、炭洞子村、老君坝村、白杨寺村、观音坳村、枣子坝村和埂子村。